# Петер Берґер (веслувальник)
Петер Берґер (нім. Peter Berger, 16 жовтня 1949) — німецький академічний веслувальник.
Олімпійський чемпіон 1972 року в складі розпашної четвірки зі стерновим, учасник 1968 року.
Чемпіон світу 1970 року в складі розпашної четвірки зі стерновим.
Чемпіон Європи 1969, 1971 років у складі розпашної четвірки зі стерновим.